# Castro Valley
Castro Valley ist ein census-designated place (CDP) im Alameda County im US-Bundesstaat Kalifornien mit 66.441 Einwohnern (Stand: 2020). Das Gebiet hat eine Fläche von 38,2 km².
Der Ort wurde nach dem spanischen Großgrundbesitzer und Schafzüchter Don Castro benannt, dem ehemaligen Eigentümer des Gebietes. Er verlor sein ganzes Land in einem Kartenspiel. In den 1940er- und 1950er-Jahren war die Stadt durch die vielen Geflügelfarmen bekannt. Später wurde sie zur Schlafstadt, in der die Menschen wohnten und lebten, zur Arbeit aber nach außerhalb fuhren.

## Söhne und Töchter der Stadt
- Mark Zembsch (* 1959), Ruderer
- Dean Heller (* 1960), Politiker
- Cliff Burton (1962–1986), Bassist der Thrash-Metal-Band Metallica
- Jack Del Rio (* 1963), American-Football-Trainer und -Spieler
- Christopher Titus (* 1964), Schauspieler und Stand-up-Comedian
- Rachel Maddow (* 1973), Radio- und Fernsehmoderatorin und -kommentatorin
- Alec Nevala-Lee (* 1980), Biograf, Romanautor und Science-Fiction-Autor
- David Bingham (* 1989), Fußball-Nationalspieler
- Kendall Wesenberg (* 1990), Skeletonpilotin
- Nick Lima (* 1992), Fußball-Nationalspieler
- Miranda Nild (* 1997), thailändische Fußballspielerin